# MTT Y2K
MTT Y2K (MTT Turbine SUPERBIKE nebo Y2K Turbine SUPERBIKE) je motocykl poháněný proudovým motorem Rolls Royce Allison 250 původně určeným pro pohon vrtulníku. Motocykl vyrábí firma Marine Turbine Technologies Inc. Jedná se malosériovou výrobu. MTT Y2K je homologován pro provoz na pozemních komunikacích. Motor byl pro účely motocyklu upraven pro používání nafty (původní palivo Kerosin, Jet-A).

## Technické specifikace
- Rám: Hliníková slitina
- Úhel řízení: 27 stupňů
- Hmotnost: 227 Kg
- Výška sedla: 802,6 mm
- Rozvor: 1727 mm
- Kola: Dymag Carbon Fiber 17"

### Pneumatiky
- Přední: 120 60ZR17 (Pirelli)
- Zadní: 200 50ZR17 (Pirelli)
- Tlumiče: Mono-shock nastavitelné olejopneumatické (Ohlins)

### Brzdy
- Přední: 2x320 mm plovoucí-4 pístkové (Brembo)
- Zadní: 2x320 mm plovoucí-4 pístkové (Brembo)

## Motor
- Naftová turbína Rolls-Royce 250-C20
- Výkon: 320 HP při 52 000 ot/min (286 HP na zadním kole)
- Výstupní otáčky: 6 000 ot/min
- Kroutící moment: 576 Nm při 2 000 ot/min
- Otáčky kompresoru: 54 000 ot/min
- Palivo: Nafta, Kerosin, Jet-A
- Převodovka: dvoustupňová manuální nebo automatická
- Zpětná zrcátka: barevný displej, kamera na zádi stroje
- Kapacita nádrže: 34 litrů
- Max. rychlost: 403 km/h